# Cypraeovula connelli
Cypraeovula connelli is een slakkensoort uit de familie van de Cypraeidae. De wetenschappelijke naam van de soort is voor het eerst geldig gepubliceerd in 1983 door Liltved.